# Trenčianska Turná
Trenčianska Turná es un municipio del distrito de Trenčín en la región de Trenčín, Eslovaquia, con una población estimada a final del año 2024 de 3561 habitantes.
Se encuentra ubicado en el centro-norte de la región, cerca del río Váh (cuenca hidrográfica del Danubio) y de la frontera con la República Checa.

## Historia

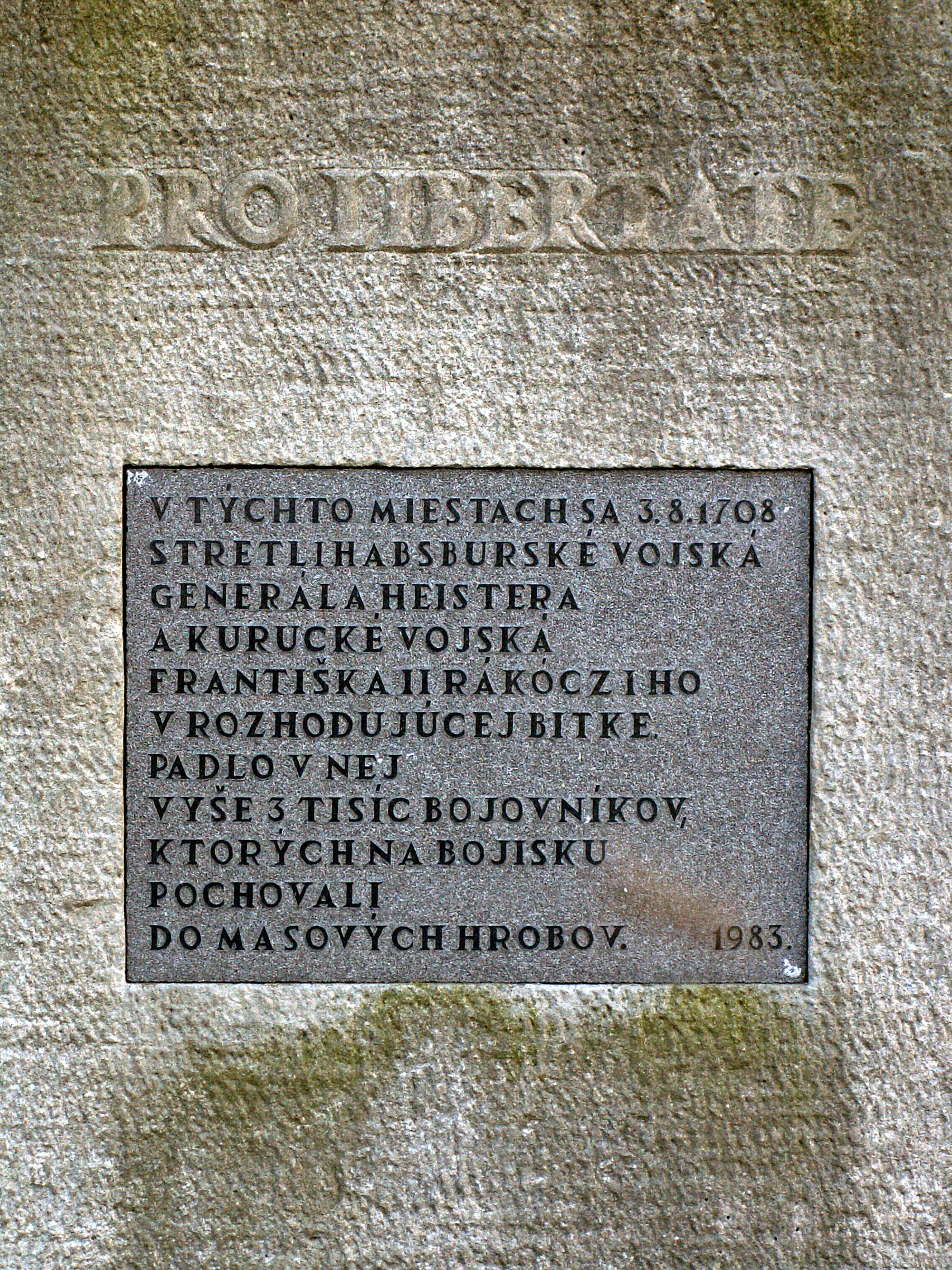
Placa conmemorativa a la batalla librada en los alrededores de localidad.

En los registros históricos, la localidad fue mencionada por primera vez en el año 1269. El 3 de agosto de 1708, en el área alrededor de la localidad se libró una batalla entre la armada de los Habsburgo, liderada por el general Sigbert Heister y por la armada Kuruc liderada por Francisco Rákóczi II.
En 1976 se fusionó con una aldea vecina.

## Geografía
La municipalidad se encuentra en una altitud de 214 metros y ocupa una superficie total de 17.239 km².

## Demografía
| Año        | 1994 | 2004     | 2014     | 2024     |
| ---------- | ---- | -------- | -------- | -------- |
| Población  | 2464 | 2743     | 3170     | 3561     |
| Diferencia |      | +11,32 % | +15,56 % | +12,33 % |

| Año        | 2023 | 2024    |
| ---------- | ---- | ------- |
| Población  | 3540 | 3561    |
| Diferencia |      | +0,59 % |